# هزاع بن علي المري
هزاع بن علي المري، محامي قطري اعتقل بعد قيادته احتجاجات قبيلة آل مرة في قطر اعتراضًا على بنود قانون الانتخابات القطري الذي صنف القطريين إلى ثلاث فئات وعد أغلب المنتسبين إلى قبيلة آل مرة من المتجنسين الذين لا يحق لهم الترشح وجزء منهم لا يحق لهم الانتخاب.

## طالع أيضًا
- احتجاجات قطر 2021
- انتخابات مجلس الشورى القطري 2021